# Robertus pumilus
Robertus pumilus là một loài nhện trong họ Theridiidae.
Loài này thuộc chi Robertus. Robertus pumilus được James Henry Emerton miêu tả năm 1909.